# Фалеков одиннадцатисложник
Фалеков одиннадцатисложник, фалеков гендекасиллаб, фалеков размер, фалеков стих, фалекий и др. (от имени греческого поэта Фа́лека, IV—III века до н. э.) — одиннадцатисложный стихотворный размер античной поэзии, разновидность логаэдического стиха. 

## Краткая характеристика
Структуры фалекова одиннадцатисложника у греков: 
```
O O  — ∪ ∪ — ∪ — ∪ — ∪
```

т.е. первой 2-сложной стопой можеть быть спондей, ямб или хорей (так называемая эолийская база).

В латинской поэзии одиннадцатисложник начинается с двух долгих слогов:
```
— —  — ∪ ∪ — ∪ — ∪ — ∪
```

Использовался в древнегреческой поэзии у Сапфо, Анакреонта, Каллимаха и др. Любимый размер Катулла; встречался также у других римских поэтов (у Марциала, Стация, Пруденция, Марциана Капеллы, Луксория).

## Рецепция
Из немецких поэтов фалеков одиннадцатисложник имитировали И. Г. Гердер и Ф. Рюккерт. В России одиннадцатисложником было написано стихотворение Валерия Брюсова «Подражание Луксорию»:
Как корабль, что готов менять оснастку,

То вздымать паруса, то плыть на вёслах,

Ты двойной предаваться жаждешь страсти,

Отрок, ищешь любви, горя желаньем,

Но любви не найдя, в слезах жестоких,

Ласк награду чужих приемлешь, дева!

Хрупки вёсла твои, увы, под бурей,

Дай же ветру нырнуть в твои ветрила!